# Дипіпанон
Дипіпанон (англ. Dipipanone, торгові назви «Піпадон», «Диконал» — синтетичний опіоїдний анальгетик, який використовується для лікування гострого болю перорально в дорослих. Дипіпанон часто використовують у випадках, коли показано застосування морфіну, але його не можна використовувати через наявність у пацієнта алергії на морфін. За знеболювальною дією 25 мг дипіпанону приблизно еквівалентні 10 мг морфіну.

## Лікарські форми
Основні комерційно доступні форми препарату випускаються у поєднанні з циклізином, який дає зменшення нудоти, блювання та вивільнення гістаміну, пов'язаних із застосуванням сильних опіоїдів. Дипіпанон також був доступний протягом 1970-1980-х років у Великій Британії у формі пероральної мікстури по 10 мг на 5 мл без циклізину. Ця форма зустрічалася рідко, і зазвичай використовувалася лише під час досліджень ліків і в спеціалізованих наркологічних клініках.
Дипіпанон є єдиним альтернативним опіоїдом, який можна використовувати у Великій Британії, який має таку ж силу, як і морфін, який можна призначати замість нього, окрім оксикодону та гідроморфону, які зазвичай є альтернативою другої та третьої лінії для знеболювання, коли показаний морфін, але він погано переноситься. Також при цьому можна використовувати пластир з фентанілом, особливо у випадках порушення функції нирок.
Одним із обмежень використання дипіпанону є те, що він виробляється лише в одній лікарській формі, яка змішується з протиблювотним та антигістамінним засобом циклізин у співвідношенні 25 % дипіпанону до 75 % циклізину, що обмежує дозу дипіпанону абсолютною максимум 3 таблетки на прийом до 4–6 разів на добу. Ця лікарська форма 10 мг дипіпанону та 30 мг циклізину.
Дипіпанон виробляється лише у вигляді таблеток по 10 мг дипіпанону і 30 мг циклізину компаніями «Phoenix Healthcare Distribution Ltd», «Alliance Healthcare» і «Advanz Pharma». Станом на листопад 2011 року "Amdiphar"m припинила виробництво таблеток бренду «Диконал» для Великої Британії через комерційні причини, які не розголошуються. Проте продукт вказано як доступний на веб-сайті виробника станом на 1 липня 2014 року. Лікарям загальної практики тепер рекомендовано призначати препарат як генеричні таблетки дипіпанон/циклізин.

## Використання
Дипіпанон недоступний у більшості країн світу або через закони, які забороняють його використання в медицині, як у США, або через припинення виробництва, оскільки більш сучасні анальгетики зайняли його частку ринку. Відомо, що Велика Британія, Північна Ірландія та ПАР продовжують використовувати дипіпанон, але його призначають нечасто. Дипіпанон є контрольованою речовиною списку I у США; йому було присвоєно номер ACSCN 9622, а з 2013 року він мав річну квоту на виробництво 5 грамів.

## Хімія
Хімічно дипіпанон належить до класу опіоїдів, які називаються 4,4-дифенілгептан-3-онами. Він дуже нагадує метадон, єдина структурна відмінність полягає в тому, що N, N-диметильна частина метадону замінена піперидиновим кільцем. Іншими спорідненими сполуками з еквівалентною активністю, де піперидинове кільце було замінено іншими групами, є похідне морфоліну фенадоксон, а також відповідне похідне піролідину дипіанон. Синтез дипіпанону такий же, як і фенадоксону, за винятком того, що замість морфоліну використовується піперидин. Відомі також споріднені сполуки з ізоквінуклідиновим кільцем, такі як нуфеноксол.

## Медичне та рекреаційне використання
Призначення дипіпанону не рекомендується, за винятком виняткових обставин, через передбачуваний ризик зловживання — Британський національний формуляр позначає препарат як «менш придатний для призначення» разом з іншими старими сполуками, такими як петидин і пентазоцин з нехарактерними патернами зловживання. Комбінація з циклізином призводить до дуже сильного збудження при застосуванні препарату, однак таблетки містять нерозчинні додаткові речовини, які можуть призвести до серйозних травм або смерті. З кінця 1970-х до початку 1980-х років у Великій Британії причиною багатьох смертей було зловживання цим препаратом. Оскільки постачання препарату припинилось, споживачі опіатів змішували подрібнені таблетки метадону з подрібненими таблетками циклізину, намагаючись відтворити ефект «Диконалу». При пероральному прийомі за показаннями від болю ризик розвитку залежності та ейфорії від дипіпанону подібний до морфіну. Відомі зареєстровані смерті, пов'язані з неправильним використанням цього препарату, можуть зробити цей препарат неприйнятним для лікарів, які призначають його.